# Azteca australis
Azteca australis är en myrart som beskrevs av Wheeler 1942. Azteca australis ingår i släktet Azteca och familjen myror. Inga underarter finns listade.